# Sais zitella
Sais zitella är en fjärilsart som beskrevs av William Chapman Hewitson 1868. Sais zitella ingår i släktet Sais och familjen praktfjärilar. Inga underarter finns listade.